# (1959) Karbyshev
(1959) Karbyshev (auch 1972 NB; 1971 DN1) ist ein Asteroid des Hauptgürtels, der am 14. Juli 1972 von der ukrainisch-sowjetischen Astronomin Ljudmyla Schurawlowa am Krim-Observatorium in Nautschnyj auf der ukrainischen Halbinsel Krim entdeckt wurde.
Der Asteroid wurde nach Dmitri Michailowitsch Karbyschew benannt (1880–1945), einem Offizier der Kaiserlich Russischen Armee, General der Roten Armee, Professor der Militärakademie des Generalstabes der Russischen Streitkräfte und nachträglichem Helden der Sowjetunion. Er kam im KZ Mauthausen um.